# 1491 en arts plastiques
| Années des arts plastiques : 1488 - 1489 - 1490 - 1491 - 1492 - 1493 - 1494    |
| Décennies des arts plastiques : 1460 - 1470 - 1480 - 1490 - 1500 - 1510 - 1520 |

Cette page concerne l'année 1491 en arts plastiques.

## Œuvres
- 1491-1508 : Seconde version de la Vierge aux rochers de Léonard de Vinci.

## Naissances
- Vers 1491 :
- Altobello Melone, peintre italien († 3 mai 1543).

## Décès
- Martin Schongauer, peintre allemand (° vers 1445/1450).